# 346e Infanteriedivisie
De 346e Infanteriedivisie (Duits: 346. Infanterie-Division) was een Duitse infanteriedivisie tijdens de Tweede Wereldoorlog. De divisie werd opgericht voor bezettings-/kustverdedigingsdoeleinden en was als zodanig ook in Frankrijk ingezet. Na de geallieerde landingen in Normandië kwam de divisie aan het front en werd in augustus/september teruggedreven naar Nederland. De rest van de carrière van deze divisie speelde zich hier af.

## Geschiedenis

### Oprichting
De 346e Infanteriedivisie werd opgericht op 21 september 1943 als bodenständige (statische) divisie in Bad Hersfeld in Wehrkreis IX. De divisie werd opgericht uit stamdelen van de 257e, 319e en 320e Infanteriedivisies van het 7e Leger, van de 304e en 332e Infanteriedivisies van het 15e Leger en aangevuld uit de Wehrkreisen IX en VI. De divisie was bestemd voor inzet onder OB West.

### Krijgsgeschiedenis
De divisie werd al binnen een maand na oprichting verplaatst naar Bretagne voor bezettingstaken. In dit gebied, meest rond Saint-Malo bleef de divisie gedurende ruim een jaar. In januari 1944 werd de divisie overgeplaatst naar Le Havre en werd daar deel van de reserve van het 15e Leger. In deze positie verbleef de divisie totdat de geallieerden landden in Normandië op 6 juni 1944. Meteen werd Festungs-Infanterie-Regiment 857 over de Seine verplaatst en kwam al de volgende dag in actie tegen de Britse troepen langs de Orne. Op 9 juni was ook het tweede regiment, Festungs-Infanterie-Regiment 858, daar in actie en de volgende dag de gehele divisie. Toch bleef dit een rustige sector tot en met Operatie Charnwood, waarna de divisie iets naar het zuiden opschoof. Tijdens Operatie Goodwood van 18 - 20 juli 1944 kreeg de linkerflank van de divisie te maken met het intense geallieerde bombardement, maar was in staat succesvol de stad Troarn te verdedigen. Tegen deze tijd was de sterkte van de divisie ongeveer gehalveerd. Gelukkig bleef de divisie buiten de Zak van Falaise en sloot zich vanaf 21 augustus aan bij de algehele terugtocht. Eerst naar de Seine westelijk van Rouen en daarna door naar Noord-Frankrijk, door België, door Zeeuws-Vlaanderen, de Westerschelde overgestoken en tegen eind september 1944 ten slotte tot rust komend net ten noorden van Antwerpen. Tegen deze tijd werd de divisie officieel aangemerkt als Kampfgruppe. Doel was de geallieerde weg te houden van de Schelde-monding. Op 2 oktober 1944 viel de 2e Canadese Infanteriedivisie aan, maar door stevige Duitse tegenstand, o.a.van de 346e Infanteriedivisie, duurde het nog tot 16 oktober voor de Canadezen Woensdrecht en de toegang tot Zuid-Beveland gezekerd hadden. Tijdens Operatie Pheasant, vanaf 20 oktober 1944, werd de divisie teruggedreven naar het Hollandsch Diep en evacueerde via Willemstad op 4 november 1944. De divisie betrok daarop de meest westelijke sector van het Duitse westfront, vanaf de Biesbosch tot de kust inclusief de Hoeksche Waard, Goeree-Overflakkee en Schouwen-Duiveland. De divisie werd tot december 1944 weer versterkt uit delen van de 70e, 331e en 344e Infanteriedivisies en de 16e Luftwaffen-Felddivisie. De divisie verbleef in het genoemde gebied vanaf begin november 1944 tot medio maart 1945 en werd daarna verplaatst naar een sector aan de Rijn tussen Renkum en Emmerik, als antwoord op het oprukken van de geallieerden in het Rijnland. Nadat de geallieerden de Rijn overgestoken en noordwaarts oprukten richting Arnhem, werd de divisie teruggedrongen. In april werd de divisie snel verdreven vanuit Arnhem/Apeldoorn, om daarna richting de Grebbelinie te ontsnappen. Hier ging de divisie zuidelijk van Woudenberg in stelling,

### Einde
De 346e Infanteriedivisie gaf zich over op 5 mei 1945 samen met alle Duitse troepen in Nederland en werd vervolgens op de Leusderheide ontwapend.

## Bovenliggende bevelslagen
| Legerkorps         | Leger             | Legergroep            | Plaats/regio     | Begin             | Eind              |
| ------------------ | ----------------- | --------------------- | ---------------- | ----------------- | ----------------- |
| in oprichting      | --                | Heeresgruppe D        | Frankrijk        | oktober 1942      |                   |
| 25e Legerkorps     | 7. Armee          | Heeresgruppe D        | Bretagne         | november 1942     |                   |
| 87e Legerkorps     | 7. Armee          | Heeresgruppe D        | Bretagne         | december 1942     |                   |
| 74e Legerkorps     | 7. Armee          | Heeresgruppe D        | Bretagne         | augustus 1943     | januari 1944      |
| direct onder bevel | 15. Armee         | Heeresgruppe D        | Noord-Frankrijk  | februari 1944     | mei 1944          |
| direct onder bevel | 15. Armee         | Heeresgruppe B        | Noord-Frankrijk  | mei 1944          |                   |
| 81e Legerkorps     | 15. Armee         | Heeresgruppe B        | Noord-Frankrijk  | juni 1944         | 10 juni 1944      |
| 86e Legerkorps     | Panzergruppe West | Heeresgruppe B        | Normandië        | 10 juni 1944      | 5 augustus 1944   |
| 86e Legerkorps     | 5. Panzerarmee    | Heeresgruppe B        | Normandië        | 5 augustus 1944   | 1 september 1944  |
| 86e Legerkorps     | 15. Armee         | Heeresgruppe B        | Normandië        | 1 september 1944  | 17 september 1944 |
| 67e Legerkorps     | 15. Armee         | Heeresgruppe B        | België/Nederland | 17 september 1944 | november 1944     |
| 30e Legerkorps     | 15. Armee         | Heeresgruppe H        | Nederland        | 29 november 1944  | 16 december 1944  |
| 30e Legerkorps     | 25. Armee         | Heeresgruppe H        | Nederland        | 17 december 1944  | medio maart 1945  |
| 88e Legerkorps     | 25. Armee         | Heeresgruppe H        | Nederland        | medio maart 1945  | 7 april 1945      |
| 88e Legerkorps     | 25. Armee         | Heeresgruppe Nordwest | Nederland        | 7 april 1945      | 5 mei 1945        |

## Commandanten
| Rang                                               | Naam               | Begin             | Eind            |
| -------------------------------------------------- | ------------------ | ----------------- | --------------- |
| Generalmajor vanaf 1 augustus 1943 Generalleutnant | Erich Diestel      | 21 september 1942 | 12 oktober 1944 |
| Generalleutnant                                    | Walter Steinmüller | 16 oktober 1944   | 7 november 1944 |
| Oberst                                             | Neumann            | 7 november 1944   | 9 februari 1945 |
| Oberst vanaf 20 april 1945 Generalmajor            | Gerhard Linder     | 9 februari 1945   | 5 mei 1945      |

Generalleutnant Steinmüller raakte al op 31 oktober 1944 gewond (hersenschudding) en verdween in een lazaret.

## Samenstelling
1942: 
- Festungs-Infanterie-Regiment 857
- Festungs-Infanterie-Regiment 858
- Artillerie-Regiment 346
- Divisie-eenheden 346

1945: 
- Grenadier-Regiment 857
- Grenadier-Regiment 858
- Füsilier-Bataillon 346
- Artillerie-Regiment 346
- Divisie-eenheden 346